# Espadañedo
Espadañedo (en carballés Espadañéu) es un municipio y lugar español de la provincia de Zamora, en la comunidad autónoma de Castilla y León.

## Geografía
El municipio está integrado por las localidades de Carbajales de la Encomienda, Espadañedo, Faramontanos de la Sierra, Letrillas, Utrera de la Encomienda y Vega del Castillo, pertenecientes a la comarca de La Carballeda que, como su nombre indica, tiene una vegetación predominantemente de roble.
La capital municipal, Espadañedo, se encuentra situada junto a la ZA-125, carretera autonómica perteneciente a la red complementaria preferente de carreteras de la Junta de Castilla y León que une la localidad de Palacios de Sanabria y la provincia de León (dirección a La Bañeza), atravesando a lo largo todo su recorrido monte o bosques. Su casco urbano está formado por vivienda de piedra volcánica, muchas labradas, con tejados de pizarra.

## Historia
La existencia del dolmen del Carbonal indica la existencia de poblamiento humano en el término de Espadañedo desde la prehistoria.
Durante la Edad Media, Espadañedo quedó integrado en el Reino de León, cuyos monarcas habrían acometido la repoblación de las localidades del municipio dentro del proceso repoblador llevado a cabo en el oeste zamorano.
Posteriormente, en la Edad Moderna, las localidades del municipio de Espadañedo se integraron en la provincia de las Tierras del conde de Benavente y dentro de esta en la receptoría de Sanabria. No obstante, al reestructurarse las provincias y crearse las actuales en 1833, Espadañedo pasó a formar parte de la provincia de Zamora, dentro de la Región Leonesa, quedando integrado en 1834 en el partido judicial de Puebla de Sanabria.
Por otro lado, en torno a 1850 el municipio de Espadañedo tomó su actual extensión territorial, al integrar en su término las localidades de Carbajales de la Encomienda, Faramontanos de la Sierra, Utrera de la Encomienda y Vega del Castillo.

## Geografía humana

### Núcleos de población
El municipio se divide en seis núcleos de población, que poseían la siguiente población en 2024 según el INE.
| Núcleo de población         | Población |
| --------------------------- | --------- |
| Espadañedo                  | 43        |
| Carbajales de la Encomienda | 24        |
| Faramontanos de la Sierra   | 17        |
| Vega del Castillo           | 11        |
| Utrera de la Encomienda     | 7         |
| Letrillas                   | 2         |

### Demografía
Cuenta con una población de 104 habitantes (INE 2024).
| Gráfica de evolución demográfica de Espadañedo entre 1842 y 2021 |
| |
| Población de derecho según los censos de población del INE Población de hecho según los censos de población del INEEntre el censo de 1857 y el anterior, crece el término del municipio porque incorpora a 495024 (Carbajales de la Encomienda), 495051 (Faramontanos de la Sierra), 495150 (Utrera de la Encomienda) y 495159 (Vega del Castillo). |

## Patrimonio

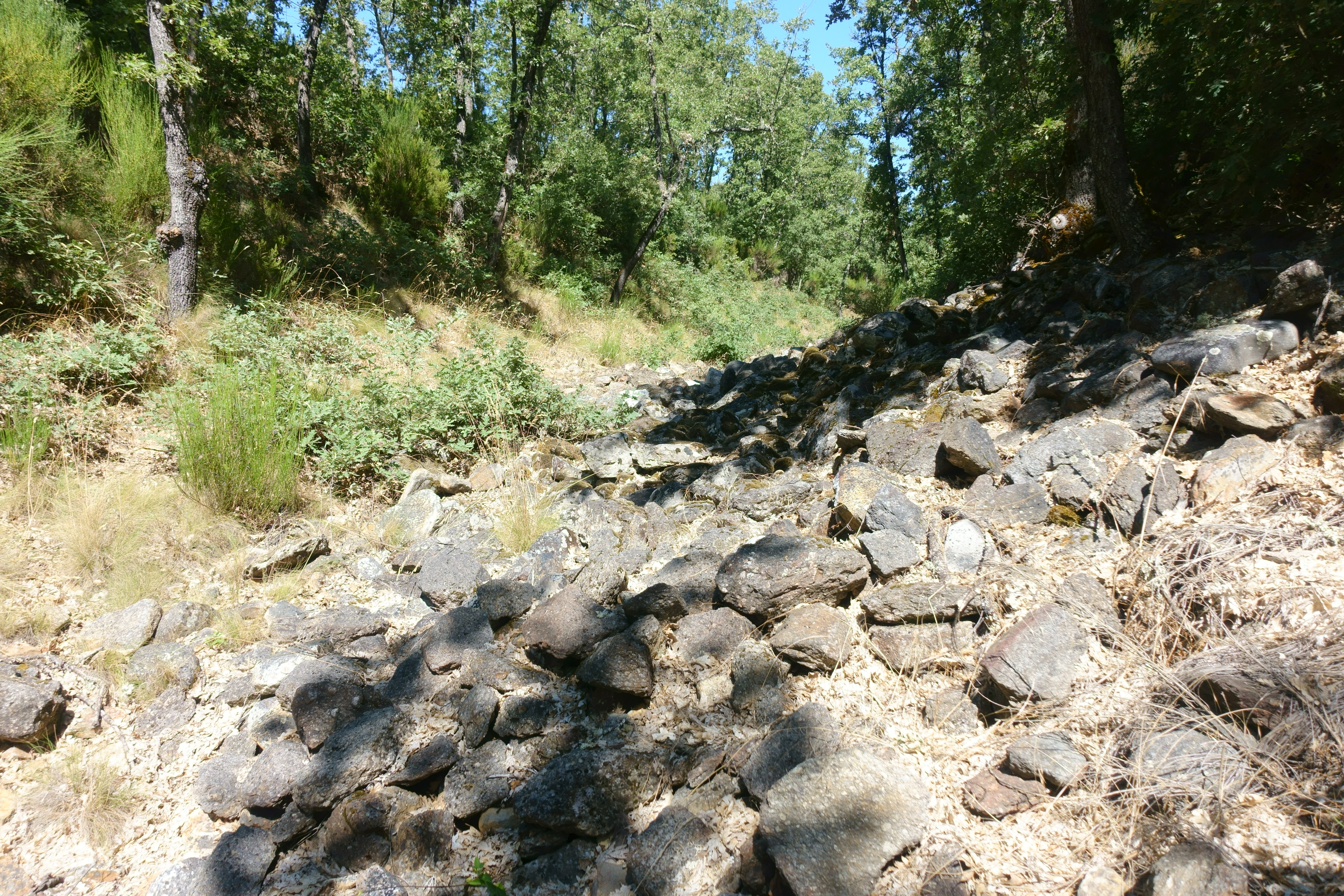
Estériles de la mina de Los Corralones

La localidad de Espadañedo cuenta con un patrimonio en el que destaca la iglesia parroquial de Santa Justa, la ermita de la Soledad, la ermita de San Marcos, la fragua y la fuente, el castro de La Cigarrosa, la mina de Los Corralones y el dolmen del Carbonal. Es particular, destacan el castro de La Cigarrosa o de la cerca de Peñapingona, del que solo se conservan restos de la antigua muralla que rodea el recinto, y Los Corralones, castro y explotación aurífera romana que se dio a conocer por primera vez por Ángel Esparza.